# Incertitudine a măsurării
În metrologie, incertitudinea măsurării este un parametru ne-negativ ce caracterizează dispersia statistică a valorilor mărimii atribuite unei cantități măsurate, pe baza informațiilor utilizate. Toate măsurătorile realizate sunt acompaniate de incertitudine, așadar rezultatele unei măsurători sunt considerate complete doar când sunt acompaniate de o declarație a incertitudinii asociate. Această incertitudine are o bază probabilistică și reflectă cunoașterea incompletă a valorii.